# 41986 Fort Bend
41986 Fort Bend è un asteroide della fascia principale. Scoperto nel 2000, presenta un'orbita caratterizzata da un semiasse maggiore pari a 2,7189790 UA e da un'eccentricità di 0,1389958, inclinata di 4,23621° rispetto all'eclittica.